# Hélène Viannay
Pour les articles homonymes, voir Viannay et Mordkovitch.
Hélène Viannay, née Helena Victoria Mordkovitch à Paris le 12 juillet 1917 et morte le 25 décembre 2006 à Paris, est une résistante et dirigeante associative française. Elle est cofondatrice du journal clandestin Défense de la France et du mouvement de résistance éponyme, ainsi que de l'école de voile Les Glénans, dont elle fut déléguée générale pendant vingt ans.

## Biographie

### Enfance et jeunesse
Hélène Mordkovitch naît à Paris, de parents russes. Sa mère, Marie Kopiloff, a fait des études de médecine en Russie. Emprisonnée en 1905 en tant que militante révolutionnaire menchevik, elle s’exile en France en 1908 pour échapper à une seconde arrestation. À Paris, elle recommence des études et devient infirmière et sage-femme. Son père, Israël Mordkovitch, est un révolutionnaire bolchevik exilé, journaliste de formation, qui a servi volontairement sous uniforme français durant la Première Guerre mondiale. Quelques mois après leur mariage et la naissance de Héléna, il retourne définitivement en Russie pour participer à la révolution d’octobre.
Hélène Mordkovitch est de ce fait élevée par sa mère, qui travaille dans des cantines de la Croix-Rouge Internationale et a donc peu de temps à lui consacrer. Elle vit ses premières années à Cayeux, dans la Somme, en pension chez une compatriote russe, puis revient chez sa mère à quatre ans. À sept ans, elle débute l’école communale, où elle est une élève brillante et développe un fort attachement à la République française : « Cette école laïque et républicaine m’a marquée pour la vie et c’est l’enseignement que j’y ai reçu qui m’a conduit à la Résistance en 40 ».
Elle intègre ensuite le collège Sévigné, où elle prend conscience de sa condition très modeste au contact de ses camarades aisées. À 13 ans, elle décide de faire du scoutisme et devient « éclaireuse laïque » pendant quelques années, au sein de la Fédération française des éclaireuses. Elle y apprend la vie de camp, ce qui lui servira notamment pendant l’exode et à la création des Glénans.
Elle poursuit sa scolarité au lycée Lakanal, où elle obtient un baccalauréat scientifique. Elle passe ensuite le certificat de physique-chimie-biologie, avant d’entreprendre des études de géologie à la Sorbonne dans le cours du Professeur Lutaud. Elle travaille comme laborantine en parallèle, pour subvenir aux besoins du foyer, sa mère étant malade. En 1935, soucieuse de comprendre la théorie économique et politique, elle s’inscrit aux cours du soir de l’université populaire du Parti communiste, puis aux Étudiants socialistes, qu’elle quitte après deux mois, jugeant que les partis sont des « organisations sclérosantes ». Sa mère meurt d’un cancer en 1937, après lui avoir prophétisé la défaite de la France face aux Allemands, ce qui conduit Hélène Mordkovitch à apprendre l’allemand pour se préparer à la guerre. Elle est alors soutenue par son professeur Léon Lutaud, qui lui obtient une bourse d'études.
En mai 1940, elle participe à l’accueil des réfugiés du Nord de la France à la piscine des Lilas. En juin 1940, elle prend la route de l’exode et descend en vélo jusqu’à Rodez, où elle participe aux comités de secours aux prisonniers. En septembre 1940, elle rentre à Paris sur demande du Professeur Lutaud, dont elle devient l’assistante au laboratoire de géographie physique et géologie dynamique.

### Participation à la Résistance intérieure

#### Entrée dans la Résistance
À son retour dans Paris occupé, elle commence par des actes individuels de résistance : elle refuse de faire la queue devant les magasins d’alimentation, écrit et distribue des tracts dénonçant l’Occupation, cache des thèses universitaires et partage ses convictions anti-pétainistes avec le Professeur Lutaud,.
À la rentrée 1940, elle rencontre Philippe Viannay, militaire qui s’est battu durant la drôle de guerre, désormais étudiant venant s'inscrire au certificat de géographie. Ce dernier est convaincu de la nécessité de résister, mais a encore confiance dans le Maréchal Pétain – ce qui sera un sujet de désaccord fort avec Hélène Mordkovitch. Ils se retrouvent en revanche sur la conviction du devoir d’agir en France, sans rejoindre Londres.
« Mes raisons pour lutter dans la Résistance, étaient avant tout patriotiques : les Allemands avaient envahi notre territoire et devaient le quitter. Raison très simple mais très forte. Je n'avais pas mis au premier plan la lutte contre le nazisme, même si je rejetais ce régime : tout ce qu'entreprenaient les Allemands était à rejeter en bloc, les arrestations, la lutte contre les juifs, l'appauvrissement du pays » (témoignage, le 30 janvier 1999).

#### Le journal et le réseau Défense de la France
Philippe Viannay partage avec Hélène Mordkovich son idée d’agir dans le milieu étudiant et universitaire qu'ils connaissent bien en faisant un journal clandestin, à l'image de La libre Belgique publié en Belgique pendant la grande guerre. Elle accepte immédiatement, de même que le normalien Robert Salmon. À trois, ils préparent la naissance de ce journal.
« Au début de l'Occupation, c'est-à-dire en 1940, on ne parlait pas encore de résistance : ce terme s'est imposé que petit à petit, on cherchait seulement le moyen de « faire quelque chose ». Quand celui qui est devenu plus tard mon mari, Philippe Viannay, m'a proposé de l'aider à faire un journal clandestin, j'ai accepté avec enthousiasme, car jusque-là, je tapais à la machine à écrire des tracts clandestins que je rédigeais le soir et distribuais dans les boîtes aux lettres ».
Hélène prend en charge l’organisation de la confection, l’impression et la diffusion, et se charge de recruter les premières volontaires : son amie d’enfance Génia Deschamps, sa camarade éclaireuse Marianne Cornevin (née Madame Réau), Charlotte Nadel, Geneviève Bottin. Elle met en place une stratégie de cloisonnement du réseau, qui perdurera durant toute la guerre. Après plusieurs mois de préparation, un premier journal paraît en mai 1941 titré « Nouvelles de France ».
Le 14 juillet 1941, l'équipe réalise le premier numéro officiel de Défense de la France, imprimé sur une rotaprint, machine offset tchèque, financée par Marcel Lebon. Alors que l’équipe doit déménager régulièrement pour des raisons de sécurité, la confection et l’impression ont lieu pendant plusieurs mois dans les grandes caves de la Sorbonne. En effet comme pompier volontaire depuis 1939, Hélène avait les clefs de l'entrée de l'université rue Cujas.
En revanche, elle n’écrit pas dans le journal, du fait d’une forme d’autocensure « Je me disais : « je vaux les hommes », mais je ne faisais pas la même chose qu'eux. (…) Je faisais des tracts à moi mais je n'ai jamais eu l'idée d'écrire dans le journal » expliquera-t-elle plus tard.
Jusqu’à la fin de la guerre, devenue Hélène Viannay, elle organise la diffusion du journal dont le tirage augmente jusqu’à 450 000 exemplaires en janvier 1944, ce qui en fait le plus gros journal de la presse clandestine. Elle participe également à la production massive de faux-papiers pour des juifs et les réfractaires au service du travail obligatoire, dont le réseau Défense de la France fut d'après elle la première source en France.
Le 20 juillet 1943, alors qu’Hélène Viannay vient d’accoucher de son premier enfant, le réseau est victime d’un coup de filet de la Gestapo, qui conduira notamment à la déportation de Geneviève de Gaulle-Anthonioz. Prévenue à la clinique où elle est hospitalisée, elle se cache chez Genevieve Bottin, puis Marie-Hélène Lefaucheux, avant de quitter Paris pour plusieurs mois avec son fils.

#### Le maquis de Ronquerolles
En juin 1944, Hélène Viannay rejoint le maquis de Ronquerolles, dirigé depuis le printemps par Philippe Viannay qui est entré en clandestinité et a été nommé au commandement FFI de la zone Seine et Oise nord. Elle y assure alors la liaison entre les différents secteurs et entre le maquis et Paris, et participe aux réunions d’état-major.
Après la blessure de son mari en juillet 1944, elle assure sa représentation sur le terrain, ce qui permet à Philippe Viannay de conserver sa fonction de commandement du secteur. Le 30 août 1944, avec son mari et Jeanne Lemoine, ils échappent de peu à une arrestation et prennent la fuite.

#### Les suites de Défense de la France
A la Libération, elle rencontre, avec Philippe Viannay, le général de Gaulle, en tant que représentants d’un mouvement de résistance et journal au plus gros tirage de la presse clandestine. Celui-ci ne lui adresse pas la parole, ce qu’elle analyse ainsi : « à ses yeux j’étais une femme, et je ne comptais pour rien du tout ». Plus largement, elle estime que Défense de la France et ses membres n’ont pas été reconnus à la hauteur de leur importance dans la presse clandestine et la résistance intérieure, notamment du fait d’un refus d’allégeance clair au général de Gaulle et de leur sociologie jeune et étudiante.
Défense de la France devient France-Soir. Hélène Viannay désapprouve fortement la nouvelle ligne éditoriale du journal, notamment dans sa dimension « journalisme de sensation »,. Le couple s’investit dans le soutien aux anciens et aux orphelins de Défense de la France.
En 1986, à la mort de Philippe Viannay, Hélène Viannay devient présidente de l’association des anciens de Défense de la France. Avec les réserves financières de la structure, elle crée le prix Philippe Viannay — Défense de la France, qui récompense depuis 1991 un ou des ouvrages portant sur la résistance au nazisme en France ou en Europe. Pour l’an 2000, elle tient à ce que le prix récompense symboliquement un ouvrage portant sur la résistance au nazisme en Allemagne, initiative pour laquelle elle recevra en 2002 le prix Charles de Gaulle-Conrad Adenauer.

### Le centre nautique des Glénans
En 1947, Hélène et Philippe Viannay fondent le centre nautique des Glénans, qui sert initialement à la convalescence de nombreux anciens déportés ou à l'accueil de résistants éprouvés. Le centre devient progressivement une école de voile renommée, alors même qu’il est créé par des néophytes en matière de navigation.
Hélène Viannay joue un rôle majeur, en tant que bénévole, dans le développement initial de l’association. Aux débuts, elle assure depuis Paris l’organisation des stages et les inscriptions et passe chaque été sur les îles de l’archipel de Glénan, qu’elle contribue à adapter aux activités de l’association. Elle supervise l’intendance, et participe à la formation des stagiaires. Elle devient chef de bord, et rédige un chapitre du premier Cours de navigation des Glénans, sur la mer et ses mouvements. Son attitude en mer inspire le nom du cotre bermudien Sereine. Elle est à l’origine de la préoccupation précoce pour la protection de l’environnement sur l’archipel : dès le milieu des années 1950, elle organise la protection des dunes de Penfret et la plantation de plus de milles pins.
En 1959, elle devient déléguée générale de l’association, fonction salariée qu’elle occupera jusqu’en 1979. L’association croit durant cette période de manière rapide : en 1975, elle compte 50 000 adhérents et développe des activités sur six bases en France et une en Irlande. Tout en s’opposant aux principes d’un examen et d’un diplôme pour les moniteurs, qu’elle juge « anti-marins », Hélène Viannay appuie la nécessité de créer des stages de formation pour les moniteurs, une fois ceux-ci sélectionnés parmi ceux « qui révélait pendant leur stage des qualités d’initiative, d’audace, de générosité, de caractère, bon ou mauvais ». Elle maintient au sein de l’association l’esprit d’origine, hérité notamment de la Résistance : « la démocratie, la tolérance, donner des responsabilités aux jeunes, transmettre ce que l’on a appris, faire preuve d’honnêteté intellectuelle, animer un groupe ».
Elle est par ailleurs élue au bureau de la Fédération Française de voile, où elle est surnommée « la redoutable Madame Viannay ». Elle prend sa retraite en 1980.
Après sa mort, ses cendres ont été dispersées à la pointe nord de Penfret, sur l'archipel de Glénan.

## Vie de famille
Hélène Mordkovitch et Philippe Viannay se fréquentent à partir de 1940. La famille Viannay, bourgeoise et catholique, est très hostile à leur union, Hélène étant d’origine russe, orpheline et athée. Le couple se marie tout de même, le 29 octobre 1942, en l’absence de la famille Viannay.
Ils ont deux enfants : Pierre, né en 1943, et François, en 1945.
Après la guerre, sans ressources, le couple vit une situation financière très difficile, qu’Hélène Viannay assume seule au quotidien, avec leurs deux enfants, tandis que Philippe se consacre à ses projets. À partir du milieu des années 1950, le couple se sépare, sans le dire à leur entourage. Ils demeurent très liés sur le plan personnel et par leurs activités communes.

## Hommages et distinctions

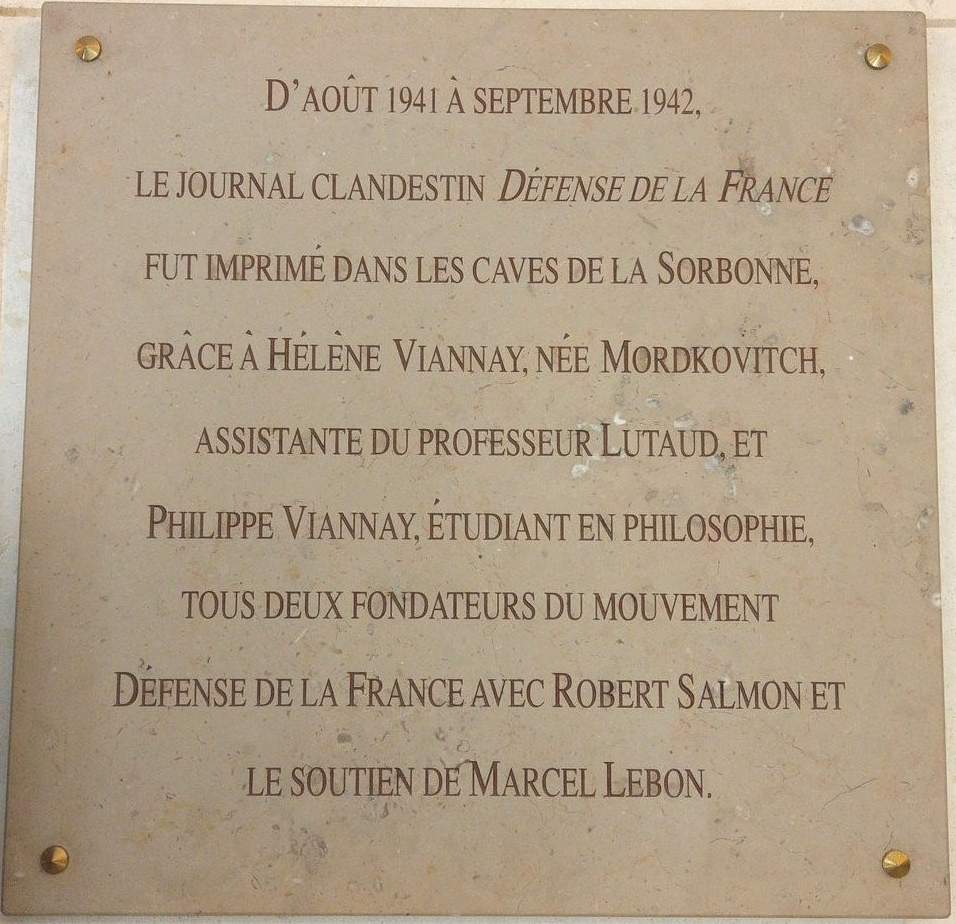
Plaque commémorative du réseau Défense de la France à la Sorbonne.

Une impasse porte son nom dans les communes de Trégunc et Montreuil-Juigné. En 2023, la place Philippe Viannay de la ville de Concarneau est renommée place Hélène et Philippe Viannay.
Une plaque consacrée au journal clandestin Défense de la France lui rend hommage dans l'enceinte de la Sorbonne.
Elle est récipiendaire des prix ou distinctions suivants:
- Commandeur de la Légion d'honneur comme  présidente de l'association des anciens du mouvement Défense de la France en 2000[20]
- Grande officière de l'ordre national du Mérite en tant qu’ancienne résistante en 2006[21]
- Croix de guerre 1939–1945
- Médaille de la Résistance française avec rosette par décret du 3 juillet 1946[22]
- 2001 : colauréate avec Anneliese Knoop-Graf du prix de Gaulle-Adenauer[23].

### Filmographie
- Les Glénans, une certaine idée de la mer, documentaire de Clarisse Feletin, 2016, Production Point du jour, 52'